# Ematurga atomaria
Pour les articles homonymes, voir Phalène.
Espèce
Ematurga atomaria, la Phalène picotée, est une espèce de lépidoptères (papillons) de la famille des Geometridae. C'est la seule du genre Ematurga en Europe.

## Habitat
Landes à trèfles.

## Liste des sous-espèces
Selon Catalogue of Life (17 mai 2013) :
- sous-espèce Ematurga atomaria alpicoloraria Vorbrodt, 1917
- sous-espèce Ematurga atomaria arenosa Candèze, 1926
- sous-espèce Ematurga atomaria minuta Heydemann, 1925
- sous-espèce Ematurga atomaria ngana Wehrli, 1953

## Galerie

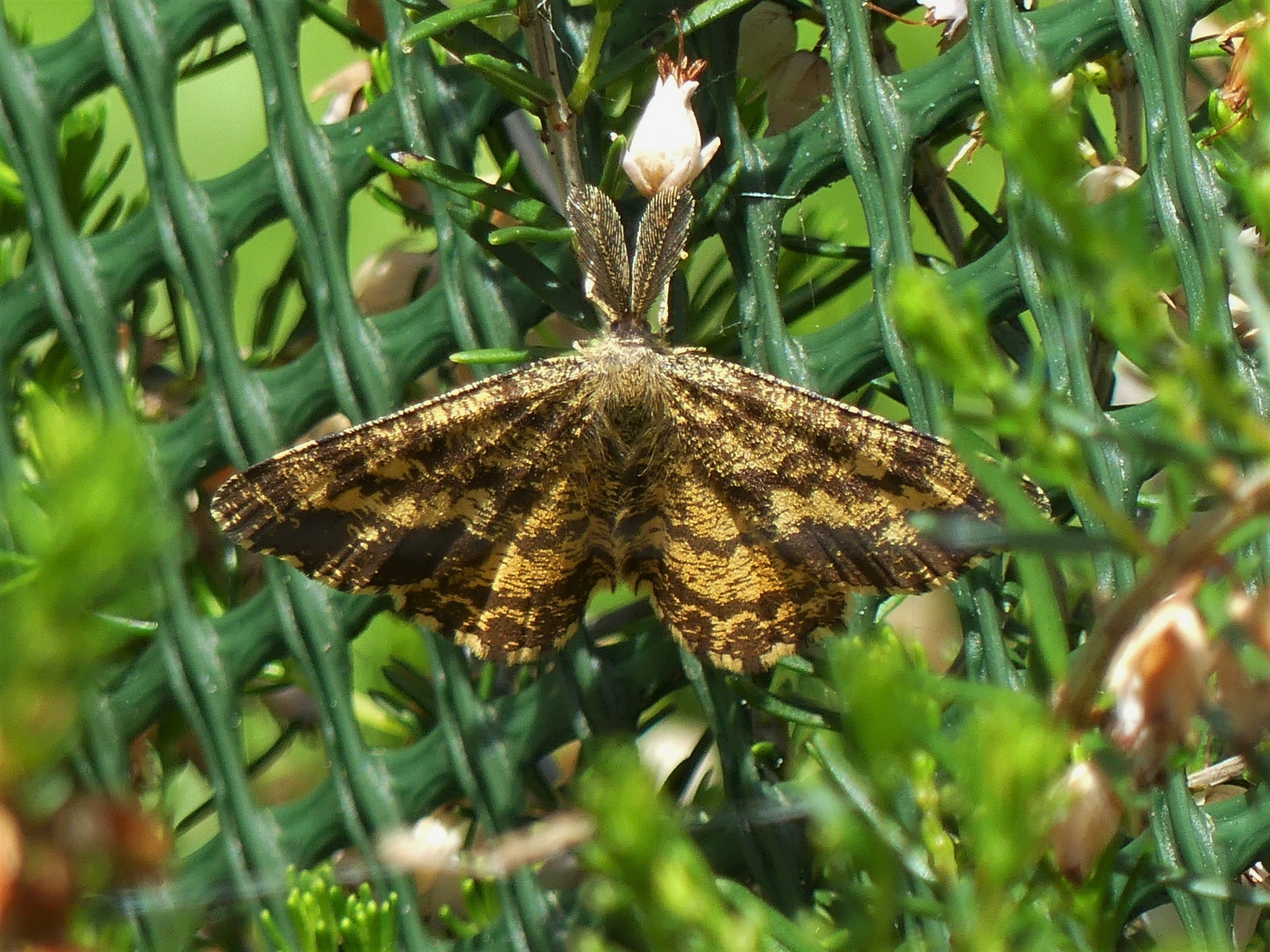
Mâle.
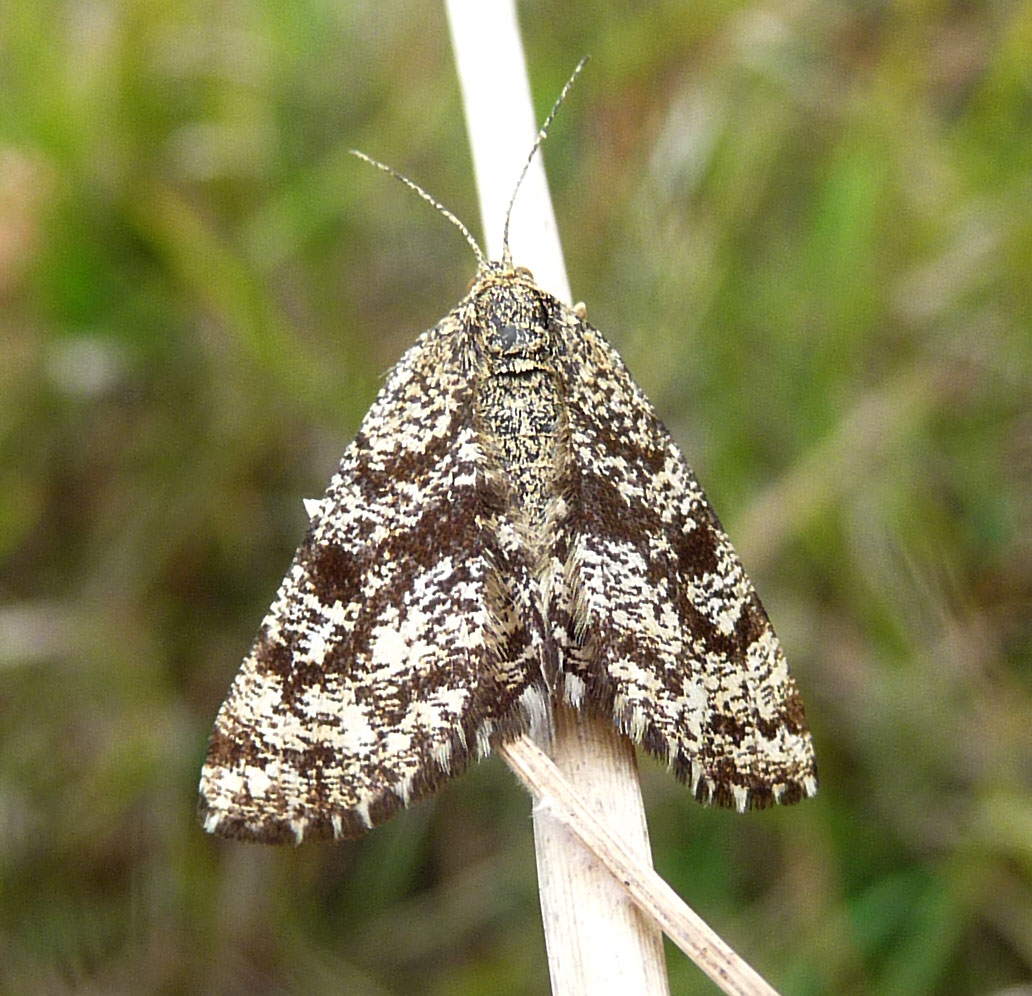
Femelle, ailes repliées.